# Higham (South Yorkshire)
Higham – wieś w Anglii, w hrabstwie ceremonialnym South Yorkshire, w dystrykcie metropolitalnym Barnsley. Leży 20 km na północ od miasta Sheffield i 247 km na północny zachód od Londynu.